# Marcus Svensson
Pour les articles homonymes, voir Svensson.
Marcus Svensson est un tireur sportif suédois né le 22 mars 1990. Il a remporté la médaille d'argent en skeet aux Jeux olympiques d'été de 2016 à Rio de Janeiro.
Il remporte la médaille d'or en skeet aux Jeux européens de 2023 à Cracovie.